# ダニエルズ
ダニエルズは、タイタンに所属していた日本のお笑いコンビ。ワタナベコメディスクール8期出身。

## 経歴
元々はワタナベエンターテインメントに所属し、それぞれ別のグループで活動していた。
ダニエルズは当初トリオとして結成、オスカープロモーションでの活動を挟んでフリーとなる。フリー芸人のコンテストである「THE VERY BEST OF FREE2018」にて優勝。
2018年9月、キュウと共に現在の事務所へ入所。
2024年8月5日、同年9月2日に行われるライブをもって解散することを発表した。あさひはピン芸人としてタイタンに残り、望月は芸人を引退する。解散ライブとなった『ラストダニエルズ』において、2人は解散理由の1つとして『M-1グランプリ2023』の3回戦で本番の約15分前にネタを決めて敗退したことを挙げ、「あまりにスベり過ぎて記憶がない」（あさひ）「そのあたりからコンビとしてのフォームを崩して解散した」（望月）と振り返った。

## メンバー
望月 隆寛（もちづき たかひろ、1987年12月7日（37歳） - ）ツッコミ担当、立ち位置は向かって右。
- 東京都多摩市出身。
- 多摩大学附属聖ヶ丘高校出身、硬式野球部所属。1学年後輩にプロ野球選手の福田秀平がいる[5]。
- 現在は「ロマンス河野」としてコンビ「上木恋愛研究所」にて活動している同期の河野将也と共にコンビ「クチタマ80」を結成していたが、2015年12月に解散。
- 趣味は野球観戦、草野球、漫画を読むこと、DVD鑑賞、筋トレ、パチンコ、スロット、競馬。特技は野球、腕相撲、相撲。
- ノブ（千鳥）のものまねで、ピンでテレビ出演することがある。
- 2021年3月13日、約10年間の交際を経てワタナベコメディスクールの同期である石出奈々子との結婚を発表した[6][7][8][9]。
- 2024年3月17日、第一子となる男児が誕生[10]。

あさひ（本名：斉藤 旭〈さいとう あさひ〉1988年9月21日（36歳） - ）ボケ担当、立ち位置は向かって左。
- 東京都国立市出身。
- 元アンダーラインのいでけん、早川トモローと共にトリオ「ゴールデンハイスクール」を結成していたが、2014年に解散。一時芸人を辞めてクレジットカード端末の営業職としてサラリーマンをしており[12]、1年弱でエリアマネージャーにまで昇進していたが[13]、退職して芸人復帰。サラリーマン時代から交際していた同じ会社の女性と2018年に結婚[14][12]。
- 芸人に復帰したきっかけは、アルコ&ピースのラジオ『オールナイトニッポン』（ニッポン放送）を聴いたこと。
- 趣味は一人飲酒、睡眠、作曲。特技はモザイク声、ギター。
- ネタ中のキャラを演じるため女装する機会が多いものの異性に興味はあり、ヒコロヒーを性的に見ている。
- 2025年7月8日、オンラインカジノで賭博をしたとして単純賭博容疑で警視庁に書類送検された[15]。翌8月19日、不起訴となった[16]。

### 過去のメンバー
小谷 和真（こたに かずま、1989年11月14日（35歳） - ）
- 新潟県上越市出身。
- 鈴木弘治とコンビ「リンシャンカイホウ」を結成していたが、2016年に解散。
- 2017年10月に脱退、同時に芸能界を引退した。

## 芸風
主にコントで、あさひがヒステリックな女性のキャラを演じるネタが多いが、まれに望月もヒステリックなキャラを演じる。
コントをベースにした漫才も行っており、M-1グランプリでは2018年は3回戦進出、2019年では準々決勝まで進出している。

## 出演

### テレビ
- ものまね紅白歌合戦（フジテレビ、2016年5月6日）望月のみ
- ものまねグランプリ（日本テレビ、2016年9月27日）望月のみ
- ネタパレ（フジテレビ、2018年9月7日・11月9日、2019年4月12日）
- 有田ジェネレーション（TBS、2018年10月10日・12月5日、2019年1月30日[18] - ）
- バナナマンの爆笑ドラゴン（NHK、2019年1月4日）
- 妄想!わがまマンガ（フジテレビ、2019年2月16日）望月のみ - ノブ役（声の出演）
- 前略、西東さん（中京テレビ、2019年3月30日）
- ぐるナイ おもしろ荘 田中圭&吉高由里子爆笑!ブレイク間近芸人日本一早いネタ祭（日本テレビ、2020年1月1日）
- 千鳥のクセがスゴいネタGP（フジテレビ、2020年5月30日）望月のみ
- くりぃむナンタラ（テレビ朝日、2020年6月6日、13日）
- 爆笑問題&霜降り明星のシンパイ賞!!（テレビ朝日、2021年5月16日・9月12日(望月のみ)）
- ツギクル芸人グランプリ（フジテレビ、2021年9月18日）
- 世界一短いネタ番組 15ビョーーーン（テレビ東京、2021年10月30日）
- オンエア決めろ！ー笑武ー（BSJapanext、2022年6月14日）
- 有吉の壁（日本テレビ、2022年6月22日）

### ラジオ
- マイナビ Laughter Night（TBSラジオ、2018年11月23日、2019年1月18日・2月8日・5月24日・7月5日、2020年2月14日・10月3日）
- サタデーミュージックバトル 天野ひろゆき ルート930（ニッポン放送、2021年3月13日）
- オールナイトニッポン0(ZERO)（ニッポン放送）
  - 決戦!お笑い有楽城 - 2022年4月9日深夜3:00〜5:00、優勝[19]
  - ダニエルズのオールナイトニッポン0(ZERO) - 2022年6月4日深夜3:00〜5:00、4月9日『決戦！お笑い有楽城』の優勝賞品「ANN0のパーソナリティー権」で放送[20]
- ダダダダ! ダニエルズ[21][22] → ダニエルズのヨナキゴト（栃木放送、2023年4月1日 - 2024年9月28日）[23]
- あさひの快進撃（栃木放送、2024年10月6日 - 2025年3月30日）あさひのみ

### ネットラジオ
- ダニエルズのウイスキーとシュシュ（GERA放送局）

### 映画
- 怪獣ヤロウ!（2025年） - 市役所職員 役 あさひのみ

### ライブ
- タイタンライブU40（不定期開催）
- タイタンライブ・レア（不定期開催）
- タイタンライブ（隔月開催）出演は不定期